# Жаба голијат
  је водоземац из реда жаба (Anura) и фамилије Petropedetidae. Жаба голијат је највећа данас постојећа жаба која може да достигне дужину од 30 цм и тежину преко 3 кг. Припада породици Ranidae.

## Опис
У узорку од 15 јединки измерена тежина се кретала од 600 до 3200 г, а дужина од 17 до 32 цм. Кожа на леђима и горњој страни удова је зрнаста. Леђна страна је зеленкасто браон, а трбух и доњи део удова су жуто-наранџасте боје. Тело им је билатерално симетрично, спљоштено, широко, а глава троугласта. Задње ногу су дугачке и имају разапете кожне наборе између прстију, а предње су краће. Очи су крупне и могу бити скоро 2, 5 цм у пречнику.

## Угроженост
Ова врста се сматра угроженом.

## Распрострањење
Ареал врсте је ограничен на мањи број држава. 
Врста је присутна у Камеруну и Екваторијалној Гвинеји. Присуство у Габону је непотврђено.

## Станиште
Налазе се у брзим рекама, потоцима и прашумама (влажним и са релативно високим температурама). Вода у којој живе је обично чиста, благо кисела, темпертуре око 25 степени C и богата кисеоником.

## Развиће
По излегању из јаја пуноглавци нису много већи него код других жаба. У току наредних 75 - 90 дана, колико траје њихово развиће, интензивно расту и достижу око 5 цм. Као и код других жаба, ларве пуноглавци пролазе кроз процес метаморфозе да би постали одрасле јединке.

## Размножавање
Мало се зна о парењу ових жаба. На основу малобројних истраживања зна се да се мужјаци ради привлачења женки пре парења специфично оглашавају. Они не поседују вокалне кесе те глас производе држећи уста дуго отворена. Тај звук привлачи женке. После парења женке носе неколико стотина јаја која су око 3, 5 мм у пречнику. Јаја се држе залепљена за вегетацију река и потока и из њих се излегу пуноглавци. Нема података о времену и броју парења током године као ни о добу постизања полне зрелости. Родитељи не воде бригу о јајима и потомству.

## Дужина живота
Нема правих података о дужини живота ове врсте. Једино што се претпоставља је да јединке дуже живе у природи него у заробљеништву. 

## Понашање и исхрана
Најактивније су ноћу када крећу у потрагу за храном дуж реке. Младе жабе већину времена проводе под водом, док старије повремено искачу на стене. Одрасле јединке су месождери, хране се инсектима, раковима, рибама, мекушцима, мањим сисарима и водоземцима. Пуноглавци су биљоједи и хране се само једном врстом, воденом биљком Дицраеа wармингии која је пронађена само у потоцима и поред водопада.